# مكافحة التطعيم في المعالجة اليدوية للعمود الفقري
مكافحة التطعيم في المعالجة اليدوية للعمود الفقري منتشرة على نطاق واسع، كما هو الحال بالنسبة لمعظم أشكال الطب البديل، ولكن هناك اختلافات ملحوظة ضمن تلك المهنة. المعالجة اليدوية للعمود الفقري هو طبٌ بديل يقوم على فكرة أن جميع الأمراض سببها اضطراب تدفق «الفطرة» (أو الذكاء الفطري) في العمود الفقري، من قبل ما يسمى خلع الفقرات الجزئي – وهو مفهوم علمي زائف. مع مرور الوقت انقسمت المعالجة اليدوية للعمود الفقري إلى «مقوّمين» منهم الذين تمسكوا بنظرية الخلع و «الخالطون» والذين يتبنون وجهة نظر قائمة على علم التشريح. من المرجح جداً أن يكون اختصاصيو معالجة العمود الفقري «المقوّم» مكافحين للتطعيم، ولكن جميع تدريبات تقويم العمود الفقري تميل إلى تقليل قبول المطاعيم.
أدت مكافحة التطعيم في التقويم اليدوي للعمود الفقري إلى آثار سلبية على كل من الصحة العامة والقبول العام للتقويم اليدوي للعمود الفقري.

## التفاصيل
تركز معظم التقارير عن التطعيم في التقويم اليدوي للعمود الفقري على جوانبه السلبية المزعومة،  مدعية أن التطعيم خطير وغير فعال وغير ضروري. يزيد التدريب على التقويم اليدوي للعمود الفقري من معارضة التطعيم،
وتحدث أبرز المناهضين للتطعيم مثل أندرو ويكفيلد عن ذلك في مؤتمرات تقويم العمود الفقري.
وقد احتضن بعض مقومي العظام التطعيم، ولكن قسماً كبيراً من أهل الخبرة يرفضونه، كما أن فلسفة التقويم اليدوي للعمود الفقري الأصلية تتبع الأمراض إلى الأسباب في العمود الفقري ويذكر أن اللقاحات تتداخل مع الشفاء. إن مدى إدامة الآراء المكافحة للتطعيم في مهنة تقويم العمود الفقري حالياً غير مؤكدة. وتدعم الجمعية الأمريكية لتقويم العمود الفقري والرابطة الدولية لمقومي العمود الفقري الإعفاءات الفردية لقوانين التطعيم الإلزامي، ووجدت دراسة استقصائية أجريت عام 1995 لمُجِدّي تقويم العمود الفقري في الولايات المتحدة أن حوالي الثلث يعتقد أنه لا يوجد دليل علمي على أن التحصين يمنع المرض. وتدعم الجمعية الكندية لتقويم العمود الفقري التطعيم. وجدت دراسة استقصائية في ألبرتا في عام 2002 أن 25٪ من مقومي العظام نصحوا المرضى بتطعيم أنفسهم أو أطفالهم أما 27٪ منهم فكانوا ضد التطعيم. وقد مارس مقومو العظام ضغوطات ضد التدابير المؤيدة للتطعيم مثل إلغاء الإعفاءات الشخصية لتفويض اللقاحات.
نظرت المحاكم في الولايات المتحدة في الاعتراضات على التطعيم في التقويم اليدوي للعمود الفقري. وقضت المحكمة المحلية في المقاطعة الجنوبية لولاية أوهايو في قضية هانزل ضد آرتر عام 1985 بأن الإيمان بأخلاقيات العلاج في التقويم اليدوي للعمود الفقري لا يشكل معتقداً دينياً يُبرر الإعفاء من التطعيم بموجب قانون يسمح بالإعفاءات الدينية. في قضية هيد ضد آدمز فارم ليفينغ، وفق مجلة أي.أن.سي التجارية، عام 2015، التي قضت فيها محكمة الاستئناف في ولاية كارولينا الشمالية بأن مقوم العظام غير مؤهل للتصديق على الحاجة إلى إعفاء طبي للتطعيم.